# Боднар, Роман Николаевич
Роман Николаевич Боднар (укр. Роман Миколайович Боднар; род. 1 февраля 1974 года, село Самгородок, Казатинский район, Винницкая область) — украинский политик, председатель Черкасской областной государственной администрации с 4 ноября 2019 по 28 августа 2020 года.

## Биография
В 1996 году окончил Одесский сельскохозяйственный институт (специальность «Механизация сельского хозяйства»). Получил квалификацию инженера-механика.
С сентября 1991 по июль 1996 года — студент Одесского сельскохозяйственного института.
В ноябре — декабре 1996 года — ученик электромонтера по текущему ремонту линейных сооружений МТЗ, СТЗ, Р/Ф города Сокиряны Сокирянского районного узла электросвязи «Сокиряны райтелеком» Черновицкой области.
В феврале — мае 1997 года — стажер, консультант организационного отдела секретариата Сокирянской районной госадминистрации Черновицкой области.
С мая 1997 по май 1998 года — срочная служба в Вооруженных Силах Украины.
В мае — августе 1998 года — консультант по связям с советами Сокирянской районной госадминистрации Черновицкой области.
В августе 1998 — марте 2006 года — служба в Службе безопасности Украины (СБУ) на офицерских должностях.
В марте — августе 2006 года — начальник службы экономической безопасности ООО производственно-коммерческого общества «АРГО» Черновицкой области.
В августе 2006 — июне 2007 года — и. о. директора, директор Хотинского завода металлической упаковки ООО производственно-коммерческого общества «АРГО» Черновицкой области.
В августе 2007 — июне 2014 года — директор Общества с ограниченной ответственностью "Научно-производственное предприятие «Промтехпроект» г. Черновцы Черновицкой области.
С июня 2014 по ноябрь 2019 года Боднар работал в Главном управлении Службы безопасности в Донецкой и Луганской областях.
Участник боевых действий.